# دستورالعمل اتکس

علامت‌گذاری برای تجهیزات الکتریکی دارای گواهینامه اتکس برای جو انفجاری.

دستورالعمل‌های اتکس دو دستورالعمل اتحادیه اروپا هستند که حداقل الزامات ایمنی را برای محل کار و تجهیزات مورد استفاده در محیط‌های با جو انفجاری توصیف می‌کنند. نام اولیه عبارت فرانسوی Appareils destinés à être utilisés en Atmosphère Explosive (تجهیزات در نظر گرفته شده برای استفاده در جوهای انفجاری) است.

## دستورالعمل‌ها
سازمان‌های اتحادیه اروپا باید دستورالعمل‌هایی را برای محافظت از کارکنان در برابر خطر انفجار در مناطقی با جو انفجاری دنبال کنند.
دو دستورالعمل اتکس وجود دارد (یکی برای سازنده و دیگری برای کاربر تجهیزات):
- دستورالعمل ATEX 114 «تجهیزات» 2014/34/EU - تجهیزات و سیستم‌های حفاظتی در نظر گرفته شده برای استفاده در جوهای بالقوه انفجاری
- دستورالعمل ATEX 153 «محل کار» 1999/92/EC - حداقل الزامات برای بهبود ایمنی و حفاظت از سلامت کارگران به طور بالقوه در معرض خطر ناشی از جوهای انفجاری.

نکته: دستورالعمل "تجهیزات" ATEX 95 94/9/EC در تاریخ ۲۰ آوریل ۲۰۱۶ لغو شد و توسط دستورالعمل ATEX 114 2014/34/EU جایگزین شد. دستورالعمل ATEX 2014/34/EU برای تولیدکنندگان از تاریخ ۲۰ آوریل ۲۰۱۶ بطور اجباری الزامی است، همانطور که در ماده 44 دستورالعمل ذکر شده است.
دستورالعمل ATEX 2014/34 /EU در تاریخ ۲۹ مارس ۲۰۱۴ توسط پارلمان اروپا منتشر شد. این دستورالعمل به هماهنگ سازی قوانین کشورهای عضو در خصوص تجهیزات و سیستم‌های حفاظتی برای استفاده در فضاهای بالقوه انفجاری اشاره دارد.
با توجه به دستورالعمل ATEX 99/92/EC، الزام این است که کارفرمایان باید مناطقی را که در آن جوهای بالقوه انفجاری ممکن است رخ دهد، به مناطق طبقه بندی کنند. طبقه بندی داده شده به یک منطقه خاص و اندازه و مکان آن به احتمال وقوع یک جو انفجاری و تداوم آن در صورت وقوع بستگی دارد.
تجهیزاتی که قبل از ژوئیه ۲۰۰۳ به کار گرفته شده‌اند، در صورتی که ارزیابی خطر نشان دهد ایمنی آنها تضمین شده است، مجاز به استفاده برای مدت نامحدود هستند.
هدف دستورالعمل 2014/34/EU اجازه تجارت آزاد تجهیزات و سیستم‌های حفاظتی «ATEX» در اتحادیه اروپا با حذف نیاز به آزمایش و مستندات جداگانه برای هر کشور عضو است.
این مقررات برای تمام تجهیزاتی که برای استفاده در جوهای انفجاری در نظر گرفته شده اند، اعم از الکتریکی یا مکانیکی، از جمله سیستم های حفاظتی اعمال می شود. دو دسته تجهیزات وجد دارد، دسته ۱ برای معدن و دسته ۲ برای صنایع سطحی است. تولیدکنندگانی که مفاد آن را اعمال می‌کنند و علامت CE و علامت Ex را نصب می‌کنند، می‌توانند تجهیزات خود را در هر نقطه از اتحادیه اروپا بدون هیچ الزام دیگری در رابطه با خطرات تحت پوشش بفروشند. این دستورالعمل طیف وسیعی از تجهیزات را پوشش می‌دهد، به طور بالقوه از جمله تجهیزات مورد استفاده در سکوهای ثابت دریایی، در کارخانه‌های پتروشیمی، معادن، کارخانه‌های آرد و سایر مناطقی که ممکن است جوی بالقوه انفجاری وجود داشته باشد.
به طور کلی، سه پیش شرط برای اعمال این دستورالعمل وجود دارد: (الف) تجهیزات باید منبع اشتعال مؤثر خود را داشته باشند، (ب) برای استفاده در یک جو بالقوه انفجاری (مخلوطهای هوا) در نظر گرفته شده باشند، و (ج) در شرایط جوی عادی باشد.
این دستورالعمل همچنین اجزای ضروری برای استفاده ایمن و وسایل ایمنی را که مستقیماً به استفاده ایمن از تجهیزات در محدوده کمک می‌کنند، پوشش می‌دهد. این وسایل اخیر ممکن است خارج از محیط انفجاری باشند.
تولیدکنندگان/تامین‌کنندگان (یا واردکنندگان، در صورتی که تولیدکنندگان خارج از اتحادیه اروپا هستند) باید اطمینان حاصل کنند که محصولات آنها الزامات بهداشتی و ایمنی ضروری را برآورده می‌کنند و تحت رویه‌های انطباق مناسب قرار می‌گیرند. این معمولاً شامل آزمایش و صدور گواهینامه توسط یک نهاد صدور گواهینامه "شخص ثالث" است (مثلاً به عنوان یک سازمان اطلاع رسانی مانند UL ، Vinçotte، Intertek ، Sira، Baseefa، Lloyd's، TUV ICQC شناخته می شود) اما تولیدکنندگان/تامین‌کنندگان می توانند تجهیزات دسته‌بندی ۳ (پرونده فنی شامل نقشه‌ها، تجزیه و تحلیل خطرات و کتابچه راهنمای کاربر به زبان محلی) و دسته‌بندی ۲ تجهیزات غیربرقی را «خودگواهی» تایید کنند. با این حال، برای دسته‌بندی ۲، پرونده فنی باید نزد یک سازمان اطلاع رسانی تسلیم شود. پس از تأیید، تجهیزات با «CE» (به این معنی که با ATEX و سایر دستورالعمل‌های مربوطه مطابقت دارد) و نماد «Ex» علامت‌گذاری می‌شوند تا آن را به عنوان تأییدشده تحت دستورالعمل اتکس مشخص کند. پرونده فنی باید برای مدت ۱۰ سال نگهداری شود.
صدور گواهینامه تضمین می‌کند که تجهیزات یا سیستم حفاظتی برای هدف مورد نظر خود مناسب است و اطلاعات کافی برای اطمینان از استفاده ایمن از آن ارائه می‌شود. چهار دسته‌بندی ATEX وجود دارد تا اطمینان حاصل شود که یک قطعه خاص از تجهیزات یا سیستم حفاظتی مناسب است و می‌تواند با خیال راحت در یک برنامه خاص مورد استفاده قرار گیرد: ۱. کاربرد صنعتی یا معدنی؛ ۲. دسته تجهیزات; ۳. جو؛ و ۴. درجه حرارت.
اتکس به عنوان یک دستورالعمل اتحادیه اروپا معادل ایالات متحده خود را تحت استاندارد HAZLOC می یابد. این استاندارد که توسط اداره ایمنی و بهداشت شغلی ارائه شده است، مکان‌های خطرناکی مانند جوهای انفجاری را تعریف و طبقه بندی می‌کند.

## جوهای انفجاری
در دی‌اس‌ای‌آر (به انگلیسی: DSEAR) اتمسفر انفجاری به عنوان ترکیبی از مواد خطرناک در شرایط هوایی خاص که بخشی از هوا هستند، تعریف می‌شود. آنها به صورت گازها یا ذرات معلق در هوا هستند که پس از روشن‌شدن، احتراق به کل مخلوط گسترش می‌یابد.
شرایط جوی یاد شده دماهای ۲۰- تا ۴۰ درجه سانتیگراد و فشارهای ۰.۸ تا ۱.۱ بار هستند. 

## طبقه‌بندی منطقه
دستورالعمل اتکس انفجارهای ناشی از گاز/بخارهای قابل اشتعال و گرد و غبار/الیاف قابل احتراق را پوشش می‌دهد (که برخلاف تصور رایج، می‌تواند منجر به انفجارهای خطرناک شود  ).

در زیر طبقه‌بندی مناطقی که می توانند جو انفجاری ایجاد کنند، آورده شده است.
گاز/بخار/مه:
مناطق زیر هر یک به عنوان مکانی تعریف می شوند که در آن اتمسفر انفجاری متشکل از مخلوطی از هوا یا مواد خطرناک به شکل گاز، بخار یا مه ... وجود دارد
- منطقه ۰ - ... به طور مداوم یا برای مدت طولانی یا مکرر وجود دارد.
- منطقه ۱ - ... احتمالاً گاهی اوقات در عملیات عادی رخ می‌دهد.
- منطقه ۲ - ... در عملیات عادی به احتمال زیاد رخ نمی‌دهد و در صورت وقوع، فقط برای مدت کوتاهی باقی می‌ماند.

گرد و غبار/الیاف:
اینها به عنوان مکانی تعریف می شوند که در آن یک جو انفجاری به شکل ابری از غبار قابل احتراق در هوا است ...
- منطقه ۲۰ - ... به طور مداوم یا برای دوره های طولانی یا مکرر وجود دارد.
- منطقه ۲۱ - ... احتمالاً گاهی اوقات در عملیات عادی رخ می‌دهد.
- منطقه ۲۲ - ... در عملیات عادی به احتمال زیاد رخ نمی‌دهد، اما در صورت وقوع، فقط برای مدت کوتاهی باقی می‌ماند.

منبع احتراق موثر
«منبع احتراق موثر» اصطلاحی است که در دستورالعمل اتکس اروپا به عنوان رویدادی تعریف شده است که در ترکیب با اکسیژن و سوخت کافی می‌تواند باعث انفجار شود. متان، هیدروژن و غبار زغال سنگ نمونه‌های خوبی از سوخت‌های احتمالی هستند.
منابع اشتعال موثر عبارتند از:
- رعد و برق می‌زند
- جریان‌های سرگردان
- الکتریسیته ساکن
- برخی از فرکانس های امواج الکترومغناطیسی (امواج نور)
- اولتراسوند (هر امواج صوتی با فرکانس بالاتر از آنچه انسان می‌تواند بشنود؛ معمولاً از ۲۰ هرتز تا ۲۰ کیلوهرتز در نظر گرفته می‌شود)
- کلیدهای برق (تغییر کردن کلید برق (به ویژه خاموش کردن آن) می تواند باعث ایجاد قوس در داخل کلید شود)
- شعله‌های باز (ممکن است از یک سیگار روشن تا فعالیت جوشکاری متغیر باشد)
- گازهای داغ (این می‌تواند شامل گازی باشد که فقط ذرات داغ در آن وجود دارد)
- جرقه ضربه‌ای که به صورت مکانیکی ایجاد می‌شود (به عنوان مثال، ضربه چکش بر روی سطح فولادی زنگ زده در مقایسه با ضربه چکش بر روی سنگ چخماق. سرعت و زاویه ضربه (بین سطح و چکش) مهم است؛ ضربه ۹۰ درجه بر روی سطح نسبتاً است. بی ضرر)
- جرقه‌های اصطکاکی ایجاد شده به صورت مکانیکی (ترکیب مواد و سرعت اثربخشی منبع اشتعال را تعیین می‌کند. به عنوان مثال اصطکاک فولاد و فولاد ۴.۵ متر بر ثانیه با نیرویی بیشتر از ۲ کیلو نیوتن منبع اشتعال موثر است. ترکیب آلومینیوم و زنگ. همچنین بسیار خطرناک است. برای داشتن یک منبع اشتعال موثر، اغلب بیش از یک جرقه داغ قرمز لازم است.
- جرقه‌های الکتریکی (به عنوان مثال، اتصال الکتریکی بد یا فرستنده فشار معیوب)
- تخلیه الکترواستاتیک (الکتریسیته ساکن را می‌توان با لغزش هوا روی یک بال یا یک مایع غیررسانا که از طریق صفحه فیلتر جریان می‌یابد تولید کرد)
- تابش یونیزه‌کننده
- سطوح داغ
- واکنش‌های گرمازا (یک واکنش شیمیایی که گرما را از مواد درگیر به ناحیه اطراف دفع می‌کند)
- فشرده‌سازی آدیاباتیک (زمانی که هوا به سرعت از یک گذرگاه باریک رانده می شود و باعث گرم شدن سطح گذر می‌شود)